# Петрова, Людмила Вячеславовна
Людмила Вячеславовна Петрова (Григорьева; 14 августа 1937, Ленинград) — советская и российская шашистка. Чемпионка СССР по русским шашкам 1966 года в командном зачёте в составе сборной Вооруженных Сил и чемпионка 1977 года в личном зачете; бронзовый призёр чемпионата СССР 1970 года по русским шашкам, чемпионка Европы 2003 и бронзовый призёр 2008 годов среди ветеранов по русским шашкам, чемпионка Ленинграда — Санкт-Петербурга по русским шашкам 1958, 1974, 1977, 1985, 1986, 1987, 1997 годов, чемпионка Ленинграда — Санкт-Петербурга по международным шашкам 1979, 1980, 2004 годов. Многократная чемпионка и призёр чемпионатов Вооруженных сил. Мастер спорта с 1966 года.
Мастер спорта СССР по шашкам с 1967 года. Окончила Ленинградский государственный университет, получив диплом математика. Программист. Шашками увлеклась в студенческие годы. Первые серьёзные уроки по теории игры получила от известного мастера и тренера Макса Абрамовича Циценовецкого. Позже ей помогали готовиться к соревнованиям международный мастер Сергей Маньшин, мастера Николай Кононов (1947—2000) и Георгий Черников. Впервые стала чемпионкой Ленинграда в 1958 году. Многократная чемпионка города. Успешно выступала в чемпионатах страны: II—IV места в 1959 году, II место в 1970 году. Десять раз становилась чемпионкой Вооруженных Сил страны. Из последних достижений — III место в чемпионате Санкт-Петербурга 2003 года.
Людмила Петрова проявила себя и в тренерском деле. Автор четырёх учебно-методических пособий по шашечному спорту.

## Хобби
Очень любит и прекрасно знает свой город. Собрала большую библиотеку по истории, живописи, архитектуре, а в её коллекции художественных открыток насчитывается несколько тысяч экземпляров.
Любит путешествовать, побывала в Бухаресте, Будапеште и Париже.